# Acemya rufitibia
Acemya rufitibia es una especie de mosca del género Acemya, de la familia Tachinidae, orden Diptera. Fue descrita por Roser en 1840.
Cuenta con una longitud corporal de 6 mm. Se distribuye por Europa: Francia, Alemania, Finlandia y Suecia.